# Pukrle

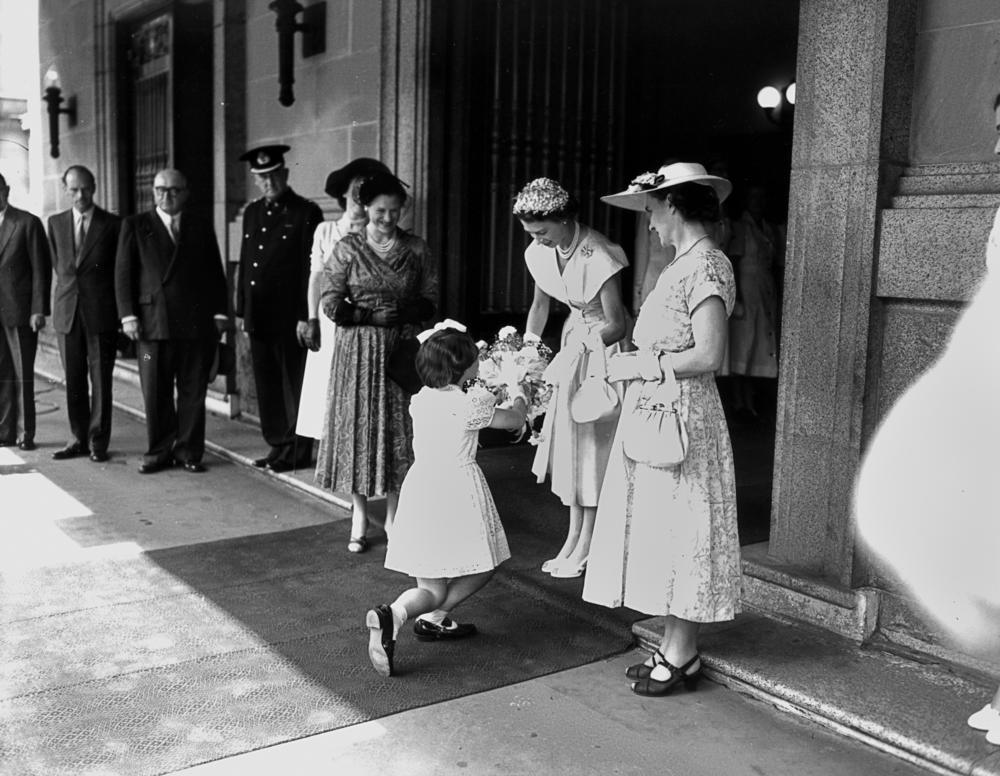
Pukrle při předávání květin královně Alžbětě II., Brisbaneská radnice, březen 1954

Pukrle (z Buckerl=poklona v Rakouské němčině) je formální pozdrav, který používají dívky a ženy. Jde o mírný úklon se současným pokrčením kolen. Osoba, jež ho provádí, zároveň částečně nadzvedne sukně, a to oběma rukama směrem od sebe.  Pukrle je způsob, kterým dívky a ženy mohou dát najevo úctu nebo poděkovat, dříve šlo o pravidelnou součást evropské dvorní etikety.

## Spojené království
Pukrle je při setkání s králem požadováno od občanek Commonwealthu, ale i příslušnice ostatních národů mohou dát tímto tradičním způsobem najevo úctu, kterou k panovníkovi chovají. Pozdrav se provádí při setkání a pak také při rozloučení s králem. Při úklonu by se pravá noha měla dát kousek za patu nohy levé.